# Trialisme
Ne doit pas être confondu avec triolisme.

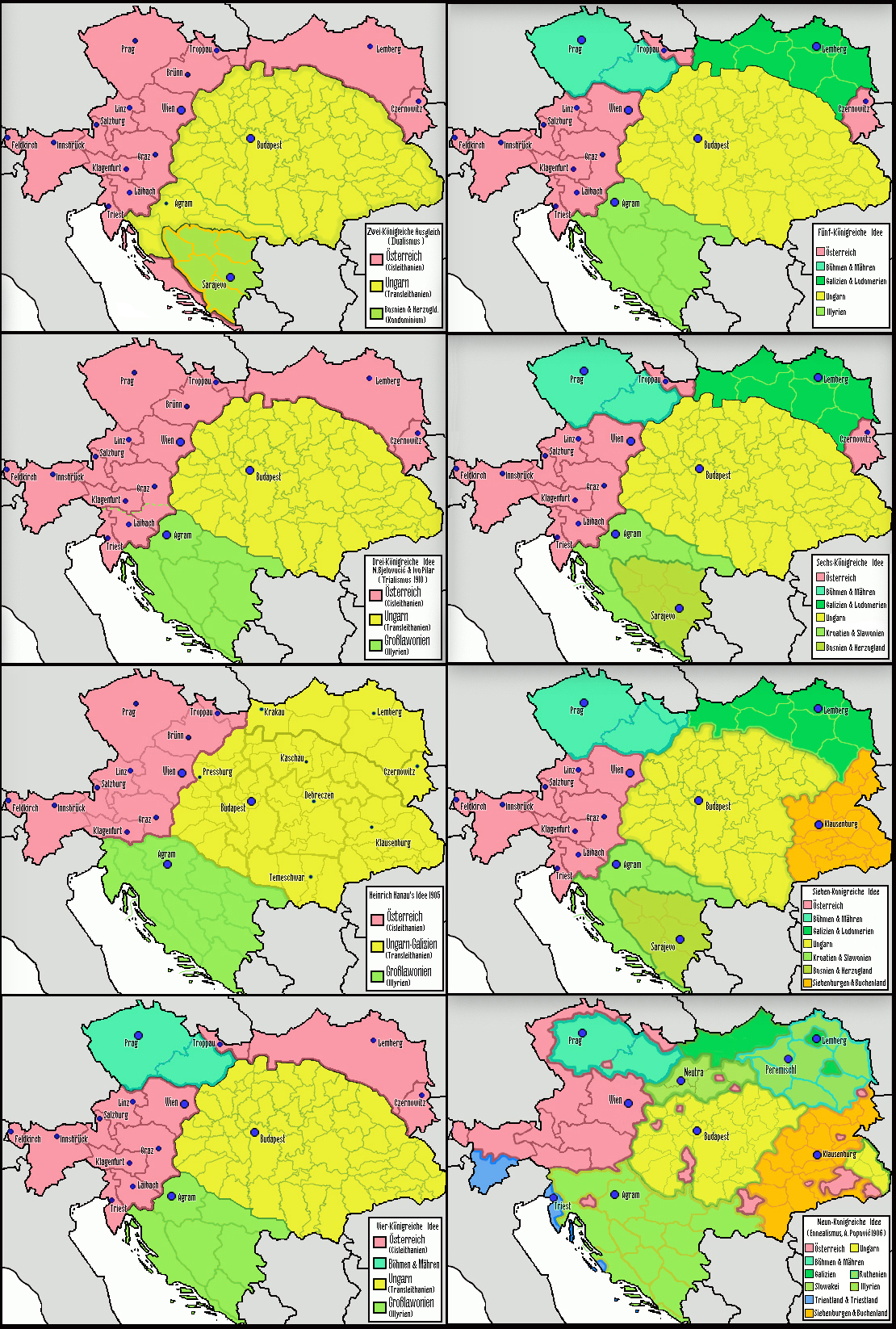
Projets de réforme de l'Autriche-Hongrie à partir du dualisme austro-hongrois (en haut à gauche) jusqu'aux états unis de Grande Autriche (en bas à droite) en passant par le « trialisme » de l'archiduc héritier François-Ferdinand et de Heinrich Hanau, et des options à quatre, cinq, six ou sept royaumes.

Le trialisme renvoie à une série de projets de réforme élaborés à partir des années 1880 par les hommes politiques slaves d’Autriche-Hongrie et fidèles aux Habsbourg, plus particulièrement d’origine tchèque et croate. Il vise à créer un troisième pôle à majorité slave au sein de la double monarchie, fournissant ainsi une solution, aux yeux de ses promoteurs, aux restrictions imposées à l’autonomie des minorités slaves par le compromis austro-hongrois de 1867.

## Contexte
Le trialisme s’insère dans le contexte de l’adhésion aux valeurs slavophiles définies par l’érudit slovène Jernej Kopitar (1780–1844) qui, au début du XIXe siècle, avait organisé un cénacle d’érudits, surtout serbo-croates, pour recueillir les « antiquités slaves ». Kopitar et ses émules furent les fondateurs de l’histoire de la littérature slave, qui dans leur esprit permettait de structurer une renaissance culturelle slave dans la monarchie des Habsbourg. Chez les Tchèques, le trialisme, initialement modéré, visait à faire évoluer la « double monarchie » austro-hongroise vers une monarchie tripartite dont la troisième entité aurait été un royaume de Bohême-Moravie ; chez les Croates, il visait à créer un royaume triunitaire de Croatie-Slavonie-Dalmatie en réunissant le royaume de Croatie-Slavonie (rattaché à la Hongrie) et le royaume de Dalmatie (rattaché à l’Autriche). Au-delà de ces projets, ce qui était revendiqué à travers le trialisme, c’était une forme de démocratisation par la « fédéralisation » de l’Autriche-Hongrie.

## Histoire
Dès la mise en place du régime dualiste en 1867, ce système apparaît instable aux yeux de ses voisins en raison des discriminations et des frustrations qu’il engendrait. Côté austro-hongrois, les réformateurs cherchèrent à modifier ce régime dans le but de stabiliser l’Empire des Habsbourg sur le plan intérieur, et, pour certains, tel Franz Conrad von Hötzendorf, de renforcer sa cohésion en vue de son expansion sur le plan extérieur.
L’indépendance de la principauté de Serbie en 1882 incite les principaux responsables de la « double monarchie » à réfléchir sur des projets de réforme encourageant une expansion balkanique, via les territoires occupés de Bosnie-Herzégovine et du Sandjak de Novi-Bazar, en direction de Thessalonique. Face aux mouvements slaves du Sud qui se développent en Serbie, les responsables austro-hongrois hésitent entre plusieurs options : certains, regroupés autour de Conrad von Hötzendorf, se montrent partisans d’une politique agressive à l’encontre de la Serbie alors en pleine expansion économique et politique, tandis que d’autres, autour du prince-héritier, souhaitent résoudre les problèmes posés l’attractivité de la Serbie en créant une entité Sud-Slave au sein de l’Empire, centrée sur les Croates catholiques. Cette politique devait encourager les populations slaves catholiques à soutenir la double monarchie.
Ces divers projets aspirent à contrecarrer les influences centrifuges au sein de la « double monarchie » mais tous sont rejetés, ce qui conduit à un affaiblissement toujours plus accentué de l’Empire. En effet, les dirigeants austro-hongrois, dans leur grande majorité issus de l’aristocratie, acceptèrent une forme de trialisme en 1908 lorsque fut intégré à l’Empire le condominium de Bosnie-Herzégovine, mais s’opposèrent à toute réforme modifiant l’Autriche et la Hongrie, menant une politique de discrimination positive en faveur des Allemands et des Hongrois de l’Empire, au grand dam des autres populations.

## Projets de réforme

### La Bosnie-Herzégovine, vitrine méridionale de la double monarchie
Les clauses du Traité de Berlin garantit à la double monarchie des droits d’occupation, sous suzeraineté ottomane, sur les Sandjaks de Bosnie et d’Herzégovine.
Après une rapide conquête et quelques troubles, l’administration austro-hongroise assure la paix dans les provinces, encourage le développement de l’agriculture et de l’industrie.
Rapidement, en 1881, l’accord germano-austro-russe donne à la double monarchie la faculté d’annexer les Sandjaks au moment opportun. En 1908, à la faveur de la révolution jeune turque, les austro-hongrois annexent formellement les provinces occupées, autorisant la mise en place à terme d’un troisième pôle au sein de la monarchie danubienne.

### Les différentes options
Rendu public en 1905, le projet tripartite de Heinrich Hanau (de) ajoutait ainsi un « royaume Sud-Slave » à l’Autriche et réunissait la Galicie, la Bucovine et la Hongrie en une même entité, regroupant ainsi tous les Ukrainiens et les Roumains de l’Empire (conformément à leurs revendications), mais réduisant à environ 36 % la proportion des Magyars dans cette entité, ce qui était inacceptable aux yeux de la noblesse hongroise qui avait pour objectif la formation d’un État-nation strictement hongrois, catholique ou protestant et unitaire sur le territoire des Pays de la Couronne de saint Étienne (où les Magyars étaient 47 % de la population et que cette « magyarisation » devait rendre largement majoritaires). Quant à l’aristocratie autrichienne, elle craignait par-dessus tout le nationalisme polonais et l’influence du panslavisme russe chez les ukrainiens de Galicie.
L’un des projets tripartites élaborés par l’archiduc-héritier apparaît comme le plus radical : il vise à transformer la double monarchie en une fédération d’une quinzaine d’États autonomes et en majorité slaves, les États unis de Grande Autriche. Les partisans de cette solution ont intégré les projets de renaissance de l’autonomie du royaume de Bohême.

## Les promoteurs du trialisme
Les tenants d'une solution trialiste sont avant tout des partisans des réformes intérieures de la double monarchie ; ils estiment la double monarchie incapable de survivre à long terme sans de profondes réformes. La réorganisation de la monarchie danubienne dualiste en une monarchie trialiste compte de nombreux partisans au sein des ministères communs, comme parmi les hommes politiques. Ces tenants des réformes intérieures reçoivent rapidement le soutien de l’archiduc-héritier François-Ferdinand, aspirant à mettre en œuvre des réformes intérieures de grande ampleur destinées à assurer la survie de la monarchie danubienne.
Outre des Tchèques comme František Palacký ou František Ladislav Rieger et des Croates comme Franjo Rački, les partisans du trialisme comptèrent certains théoriciens sociaux-démocrates autrichiens tels Viktor Adler, Otto Bauer ou Heinrich Hanau (de). Vers 1890, les idées politiques plus radicales des Jeunes Tchèques et des Slaves du Sud réclamant un royaume Sud-Slave englobant aussi la Bosnie-Herzégovine, marginalisèrent l’austroslavisme modéré qui avait prévalu jusqu’alors.
À la suite de la crise hongroise de 1905, de nombreux hommes politiques autrichiens s’étaient déclarés favorables à la mise en place d'un troisième pôle au sein de la monarchie danubienne, à l’image d’Alois Lexa von Aehrenthal, ministre commun des affaires étrangères à partir de 1906.

### Des cercles proches de l’héritier du trône
Peuplés de personnalités hostiles à la trop grande influence du royaume de Hongrie sur la gestion de la double monarchie, les milieux trialistes d’Autriche, réformateurs, s’appuient sur un important réseau d’intellectuels autrichiens, slaves ou non. De plus, les promoteurs de cette solution se regroupent parmi les cercles favorables à l’héritier des trônes impérial et royal, François-Ferdinand d'Autriche, ce dernier ayant acquis la conviction que le système forgé en 1867 est contraire aux intérêts à long terme de la monarchie danubienne.
C’est en effet vers François-Ferdinand que se tournent les milieux politiques slaves du Sud pour exposer leur vision d’une monarchie danubienne rénovée, comme le font les fondateurs du Parti populaire slovène (en) en 1909.
De plus, ces solutions rencontrent également le soutien de Charles, alors pressenti comme devant être l’héritier du trône après l’accession de François-Ferdinand aux trônes impérial et royal.
En 1914, l’assassinat de François-Ferdinand incite ceux qui soutenaient les solutions de refondation de la monarchie danubienne à se tourner vers le nouvel héritier, le futur empereur-roi Charles. Celui-ci, au pouvoir à partir de la fin de l’année 1916, souhaite mettre en application de vastes projets de réforme de la monarchie danubienne, notamment en 1918, lorsque la débâcle pousse Charles à proposer, bien trop tard, en octobre 1918, des projets de refonte de la double monarchie,.

### Les Slaves du Sud austro-hongrois
Les représentants des populations slaves du Sud au sein des différentes institutions parlementaires autrichiennes et hongroises, censés composer les principaux soutiens pour les tenants du trialisme, sont divisés sur la question. Certains lient leur soutien aux Habsbourg à la mise en œuvre de réformes au sein de la « double monarchie », transformant le dualisme en trialisme ou en fédéralisme.
Ainsi, en Croatie, les principaux soutiens de la mise en œuvre d’une réorganisation trialiste de la double monarchie sont les membres du parti du droit, reprenant les thèses de Josip Frank et de ses prédécesseurs.
En Autriche, les représentants slaves du sud, après avoir appelé cette réorganisation de l’empire austro-hongrois autour de trois pôles, constatent l’échec de leurs positions réformistes et se positionnent alors en majorité en faveur de l’union yougoslave, sans les Habsbourg.

## Débuts de réalisation
Rapidement après la mise en place du système dualiste, les partisans d’une réforme plus équitable de l’empire des Habsbourg se montrent actifs. Tandis que les Hongrois mettent en place leur propre système dualiste avec le compromis croato-hongrois de 1868-73, les Autrichiens mettent en place un système qui se dirige au fil des années vers le fédéralisme, chaque région autrichienne disposant d’une diète et d’une relative autonomie interne.

### Les Croates en Hongrie
Dès 1868, les responsables politiques hongrois ont accepté que le royaume de Croatie, lié au royaume de Hongrie par un régime d’union personnelle, bénéficie d’une autonomie partielle, sous l’autorité d'un ban nommé par le roi de Hongrie, comme cela avait été le cas au Moyen Âge (1102).

### La Bosnie-Herzégovine 1908-1918
Annexés en droit en 1908, de fait depuis 1878, les sandjaks ottomans de Bosnie et d’Herzégovine connaissent une évolution spécifique : dotée d’une constitution en 1910, la province connaît cependant une agitation renouvelée par l’alliance entre les Serbes et les Croates à la diète locale.

### Les projets trialistes dans le conflit
En 1914, le déclenchement du conflit austro-serbe incite les responsables austro-hongrois à réfléchir sur les moyens de réduire durablement le « foyer d'agitation serbe ». Au cours du conflit, la « double monarchie » occupe militairement une partie du territoire du royaume de Serbie, la question du sort de ces territoires se pose alors pour les responsables autrichiens, Hongrois et Austro-hongrois. Rapidement, les responsables austro-hongrois se montrent ainsi divisés sur le sort de la Serbie après sa conquête par la double monarchie. Ainsi, les dirigeants hongrois se montrent hostiles à de vastes annexions en Serbie, tandis que d’autres, notamment à Vienne, se montrent favorables à un partage de la Serbie et à l’annexion du Nord du pays.
À partir de 1917, les Slaves du Sud de la double monarchie, Croates et Slovènes, tentent de négocier la réorganisation de la monarchie, ajoutant un royaume Slave du Sud au sein de la monarchie des Habsbourg, élaborant notamment des plans de Grande Croatie, catholique, liée aux Habsbourg,.
Enfin, en 1918, lors de la dernière phase du conflit, l’empereur tente de mettre en place de vastes réformes dans la « double monarchie », rapidement limitées à la partie autrichienne en raison de l’opposition des Hongrois à tout changement dans leur partie. L’empire d’Autriche aurait ainsi été refondé sur la base d’une fédération d’États autonomes mais les réformes du dernier empereur sont ignorées par les députés de la diète, qui estiment que les projets de recomposition des territoires de la « double monarchie » créaient autant de problèmes supplémentaires qu’ils étaient censés en résoudre. L’échec du trialisme et l’impossibilité de réformer et fédéraliser l’Autriche-Hongrie débouchent, à l’issue de la première Guerre mondiale, sur la dislocation de cet empire.